# بين فورد (لاعب كرة قاعدة)
بين فورد (بالإنجليزية: Ben Ford)‏ هو لاعب كرة قاعدة أمريكي، ولد في 15 أغسطس 1975 في سيدار رابيدز في الولايات المتحدة.

## وصلات خارجية
- بين فورد على موقعبيزبول رفرنس.كوم (الدوري الرئيسي) (الإنجليزية)
- بين فورد على موقع مشجعي الرسوم البيانية (الإنجليزية)